# 김선묵
김선묵(1986년 9월 11일 ~ )은 대한민국의 전직 스타크래프트 프로게이머이다. 프로게임단 지도자로도 활동했다. 선수 시절 종족은 프로토스, 아이디는 VicaL이었다. 현재 리그 오브 레전드 재팬 리그 라스칼 제스터의 감독직을 맡고 있다.

## 선수 시절
2005년 하반기 드래프트에서 SouL(STX SouL)의 1차 지명으로 입단하였다.
2007년 2월 현역에서 은퇴하였다. 이후 군 복무를 하였으며 한국e스포츠협회의 공인심판으로 활동하기도 했다.

## 지도자 생활
2013년 8월, CTU의 코치로 부임했다.
2013년 9월, 에일리언웨어의 코치로 부임했다.
2013년 12월, KT 롤스터의 코치로 부임했다.
2014년 5월, 스타 호른 로열 클럽의 코치로 부임했다. 리그 오브 레전드 월드 챔피언십 2014에 참가했으며 팀의 준우승에 기여했다.
2016시즌을 앞두고 LSPL의 리벤져의 코치로 부임했다. 2016년 8월, 팀에서 퇴단했다.
2017년 1월, DS 게이밍의 코치로 부임했다.
2018년 2월, 탑 e스포츠의 코치로 부임했다.
2018년 6월, 콩두 몬스터의 코치로 부임했다.
2019시즌을 앞두고 슈퍼매시브의 감독으로 선임되었다.
2020시즌을 앞두고 올 나이츠의 감독으로 선임되었다. 오프닝 시즌 팀의 우승에 기여했다.
2021시즌을 앞두고 라스칼 제스터의 감독으로 선임되었다.

## 수상 내역

### 선수
- 제11회 커리지 매치 입상

### 지도자
- IEM 시즌 8 월드 챔피언십 우승
- 리그 오브 레전드 월드 챔피언십 2014 준우승
- 2014 갤럭시 e스포츠 카니발 준우승
- 내셔널 e스포츠 오픈 2015 우승
- 터키 챔피언십 리그 윈터 2019 준우승
- 터키 챔피언십 리그 서머 2019 준우승
- 라틴 아메리카 리그 오프닝 2020 우승
- 라틴 아메리카 리그 클로징 2020 준우승